# Erzurumspor
Erzurumspor a fost un club sportiv situat în Erzurum, Turcia. Clubul de fotbal joacă în Turkish Regional Amateur League. Clubul a jucat, de asemenea, în Liga I între 1998-2001. A decazut din cauza lipsei de bani din anul 2000 și, treptat, a retrogradat în a doua ligă din categoria A în 2001 și în a doua liga de categoria B în 2003. Acesta a fost în cele din urmă forțata să retrogradeze in TFF Third League,pentru ca nu a jucat meciul impotriva lui Karsspor ,în deplasare pe data de 31 ianuarie 2010. De asemenea, Erzurumspor a retrogradat din Liga a III-a și clubul a fost desfiintat în 2010, iar in locul lor a aparut Erzurum Büyükșehir Belediyespor, care a fost fondată în 1967. Erzurum Büyükșehir Belediyespor a fost campion al 1st Group of Regional Amateur League în sezonul 2010-11 și a promovat în Liga a 3.

## Participari
- Turkish Super League: 1998–01
- TFF First League: 1973–74, 1979–98, 2001–03
- TFF Second League: 1968–73, 1974–79, 2003–10
- TFF Third League: 2010–11
- Turkish Regional Amateur League: 2011–

## Legături externe
- Official website Arhivat în 4 februarie 2017, la Wayback Machine.
- Erzurumspor Arhivat în 4 februarie 2017, la Wayback Machine.